# Gustave Umbdenstock
Gustave Umbdenstock, né le 24 décembre 1866 à Colmar et mort le 16 novembre 1940 dans le 7e arrondissement de Paris, est un architecte français.

## Biographie
Élève de Julien Guadet à l'École des beaux-arts à partir de 1885, il est diplômé en 1893. Il est premier second grand Prix de Rome en 1896. Architecte de la Compagnie des chemins de fer du Nord, il participe à la reconstruction des gares du réseau Nord, après la Première Guerre mondiale.
Il consacre l'essentiel de sa carrière à l'enseignement : enseignant à l'École polytechnique, il devient chef d'atelier en 1909 à l'École des beaux-arts et le reste jusqu'à sa mort. Il a pour élèves les architectes Paul Metz et Étienne de Kalbermatten.
En 1935, il succède à Henri-Paul Nénot (1853-1934) au fauteuil 5 de l'Académie des beaux-arts, section III, Architecture. Paul Tournon lui succède en 1942.
Il est fait chevalier de la Légion d'honneur le 14 août 1900 à l'occasion de l'exposition universelle de 1900 médaille remise par Alfred Picard, commissaire général, grand-croix de la Légion d'honneur puis officier le 11 juillet 1918.

## Réalisations

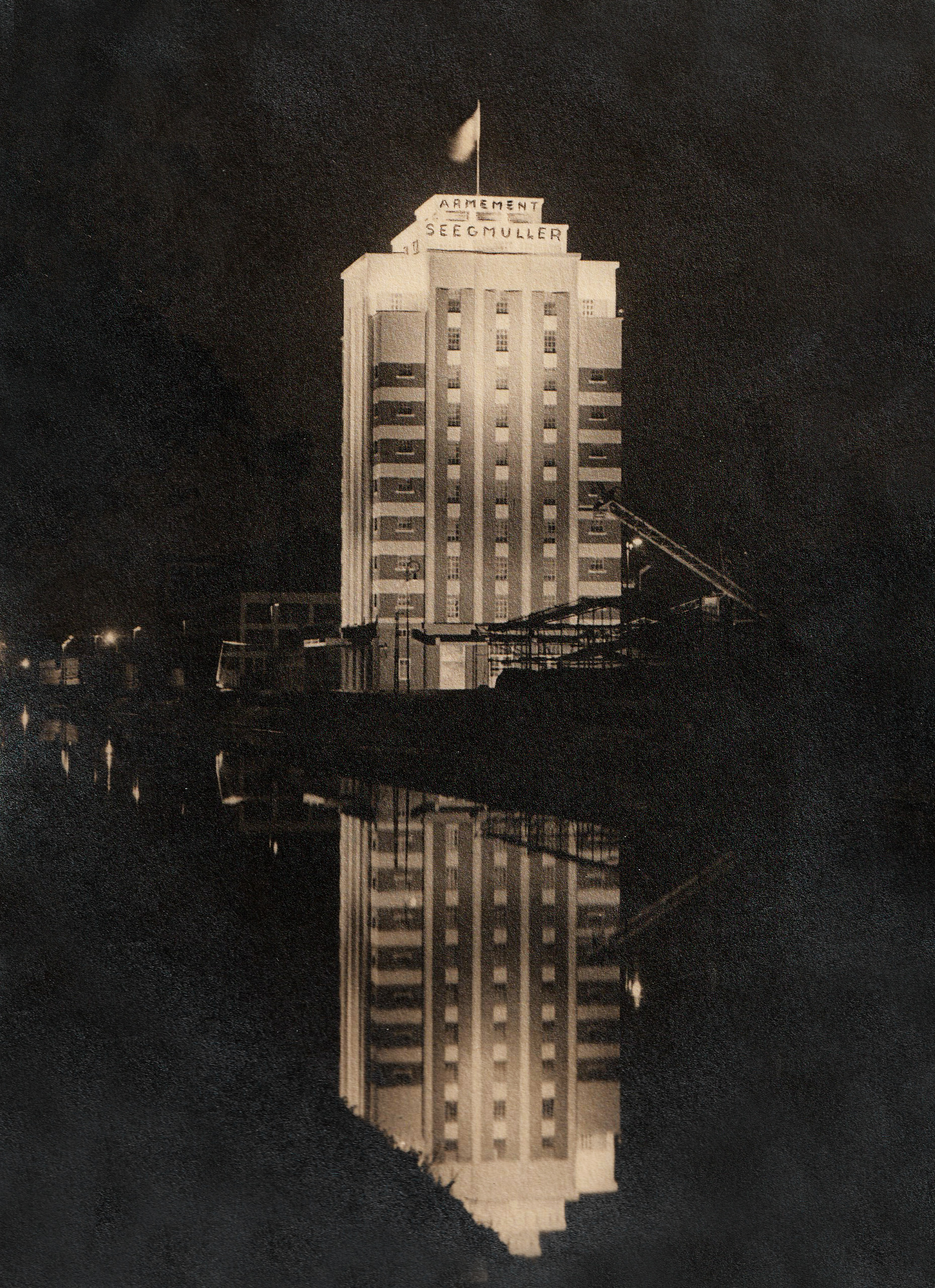
Le silo de l'armement Seegmüller, le 14 juillet 1935.

### Architecture civile[3]
- 1904 : Pavillon de la France à l'exposition de Saint-Louis (Louisiane-USA) avec l'architecte français Roger Bouvard [4].
- 1907 : Grand Hôtel Lalloz-Marzloff (Ballon d'Alsace)
- 1909 : villa le Manoir à Grandcamp-Maisy, (Calvados) (Inscrite MH)
- 1911 : immeuble d'habitation, 91 avenue Henri Martin dans le 16e arrondissement de Paris
- 1924 : hôtel Le Bristol dans le 7e arrondissement de Paris en collaboration avec Urbain Cassan.
- 1932 : entrepôts Seegmuller du bassin d'Austerlitz à Strasbourg.
- 1931-1933 : centrale thermique de Saint-Denis II à Saint-Denis (Seine-Saint-Denis)

### Architecture ferroviaire
- 1920 : gare d'Albert (Somme).
- 1920 : Tour Florentine de Buire, poste d'aiguillage de la gare d'Hirson (Aisne)[5].
- 1921 : gare de Guise[6] (Aisne).
- 1922 : gare de Senlis (Oise) ;
- 1922 : Tour Florentine, Gare de Leval (Nord)
- Gare de Saint-Leu-la-Forêt (Val-d'Oise).
- 1925 : gare de Taverny (Val-d'Oise) avec Urbain Cassan ;
- 1926 : gare de Saint-Quentin (Aisne)[7]
- 1927 : Gare de Saint-Amand-les-Eaux avec Urbain Cassan
- 1928 : gare de La Bassée-Violaine (Nord).

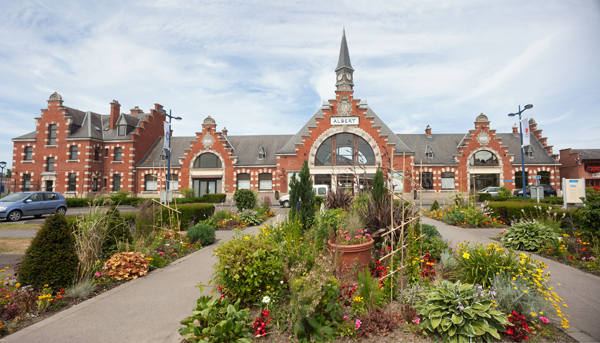
Gare d'Albert (Somme).
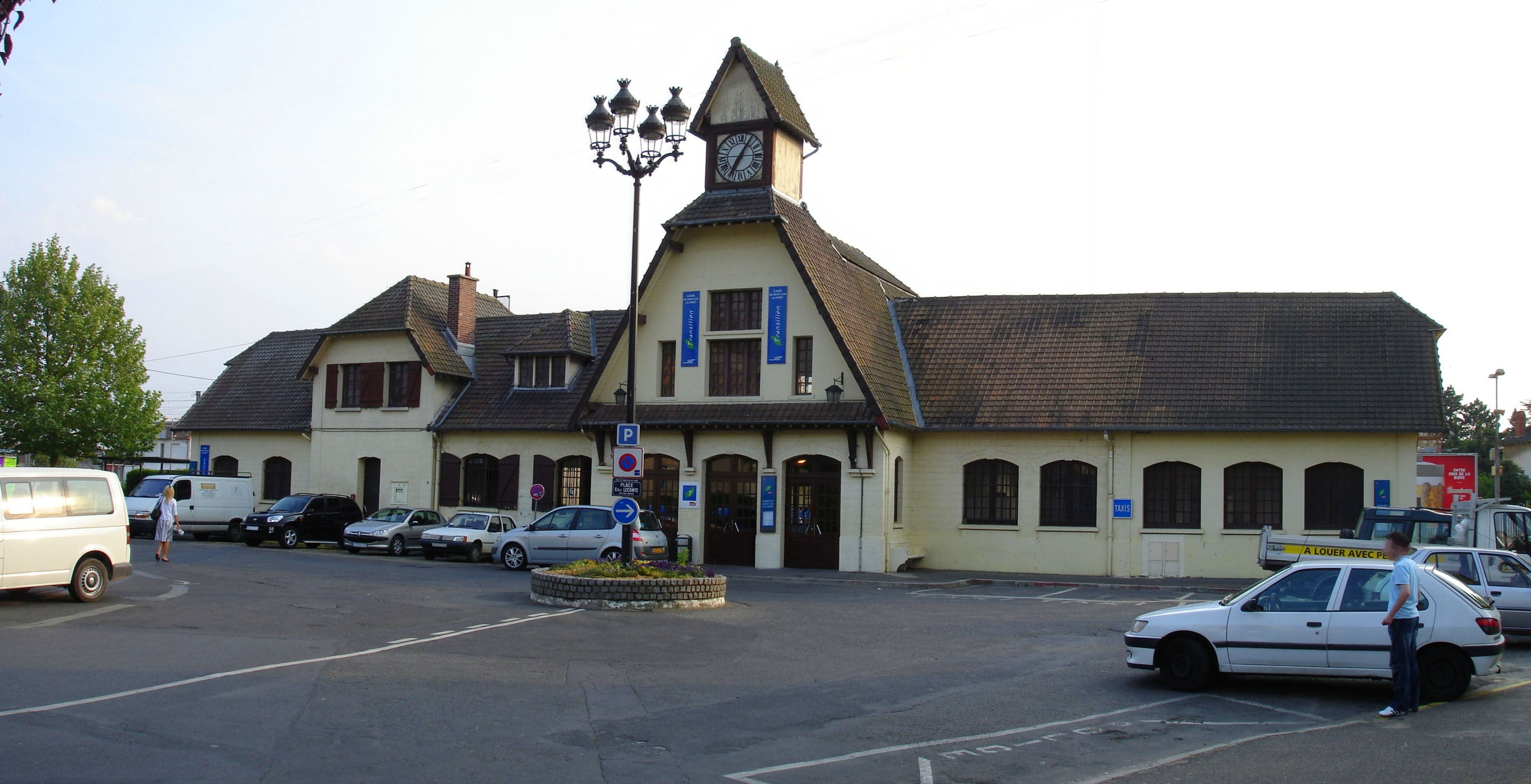
Gare de Saint-Leu-la-Forêt.
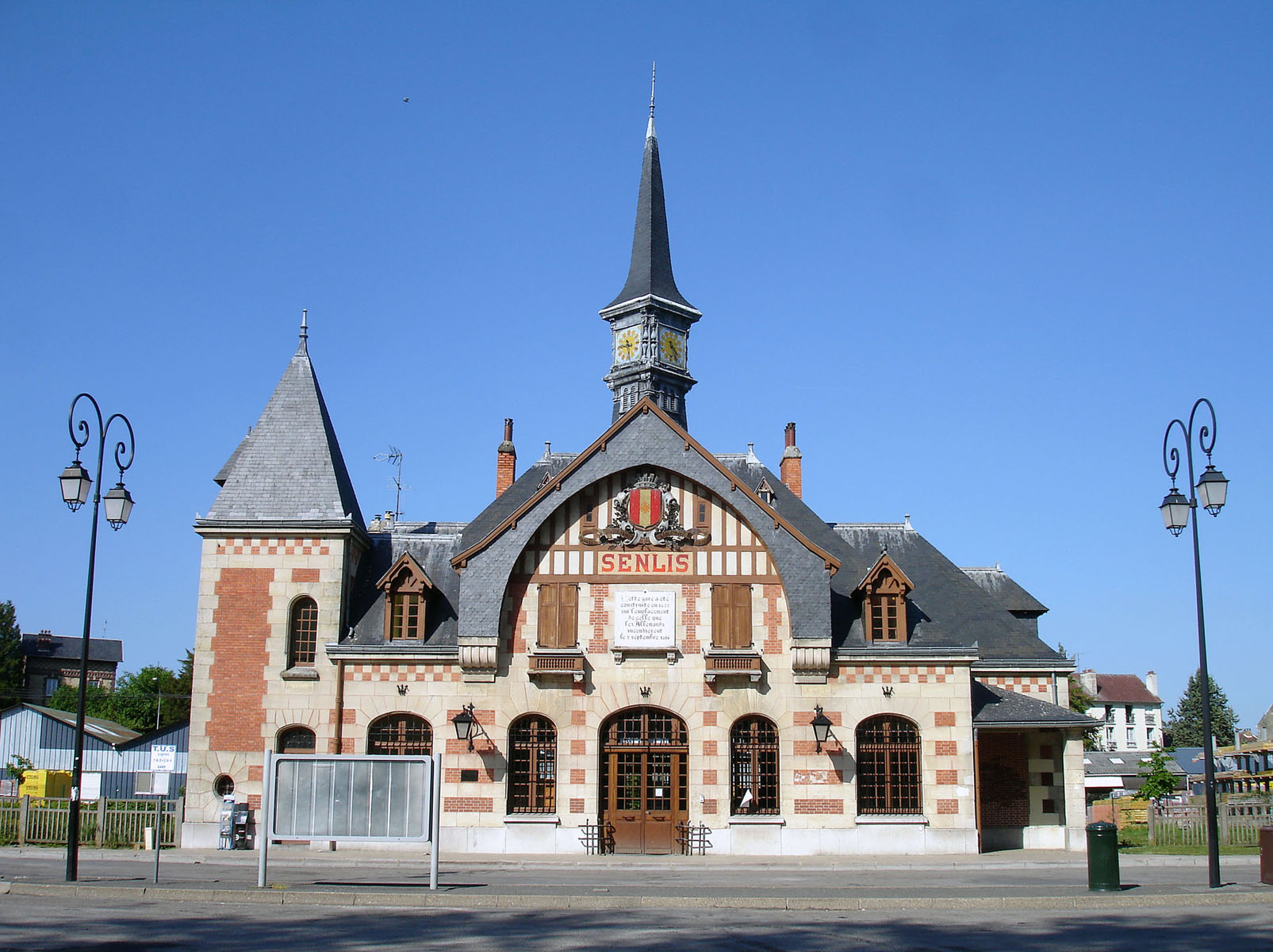
Gare de Senlis (Oise).
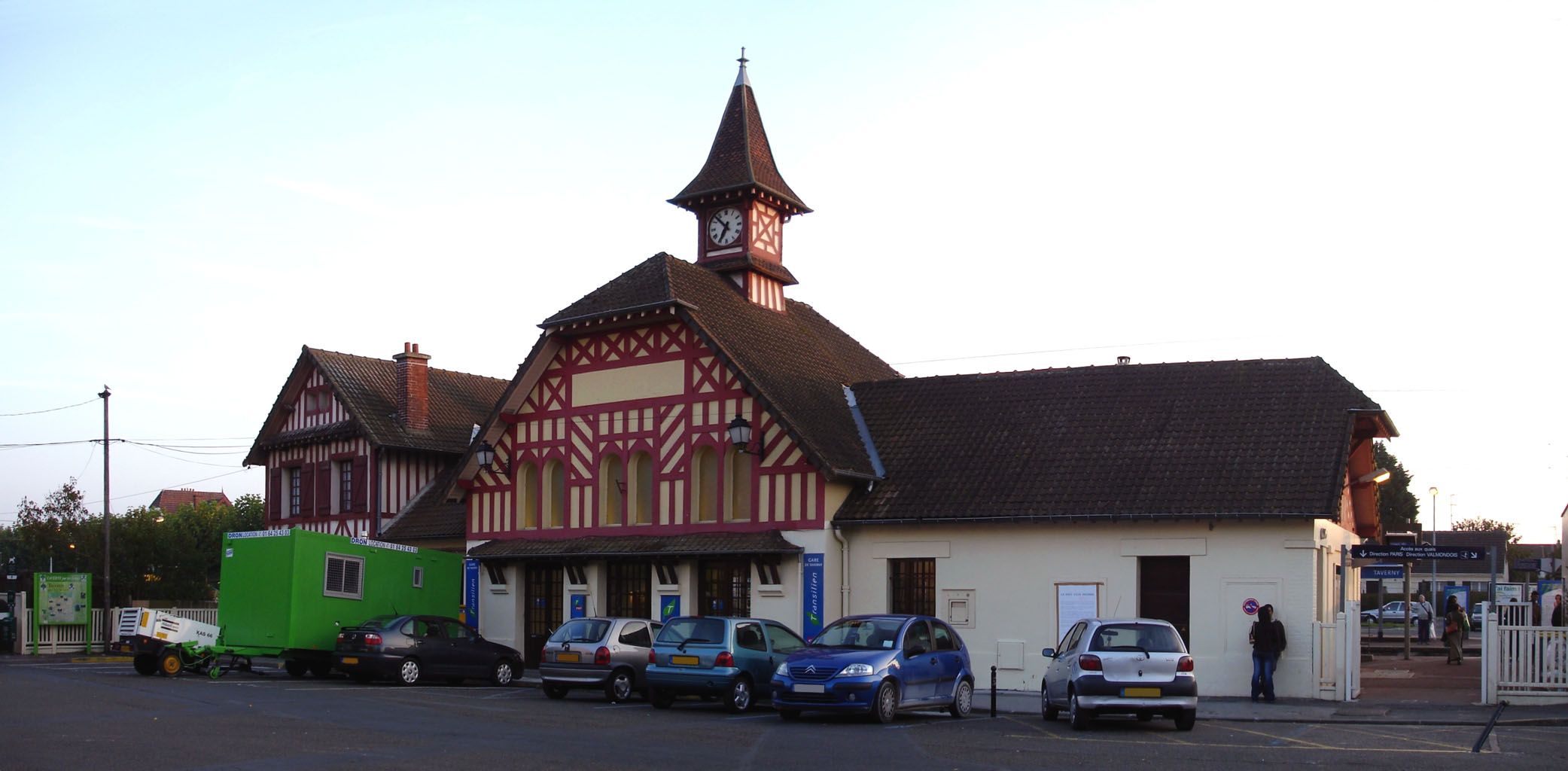
Gare de Taverny.

### Architecture scolaire
- Lycée Victor-Duruy dans le 7e arrondissement de Paris
- 1912-1923[8] : lycée Pasteur à Neuilly-sur-Seine, Hauts-de-Seine
- Bâtiment de l'École polytechnique
- 1938 : lycée Claude-Bernard dans le 16e arrondissement de Paris[9]

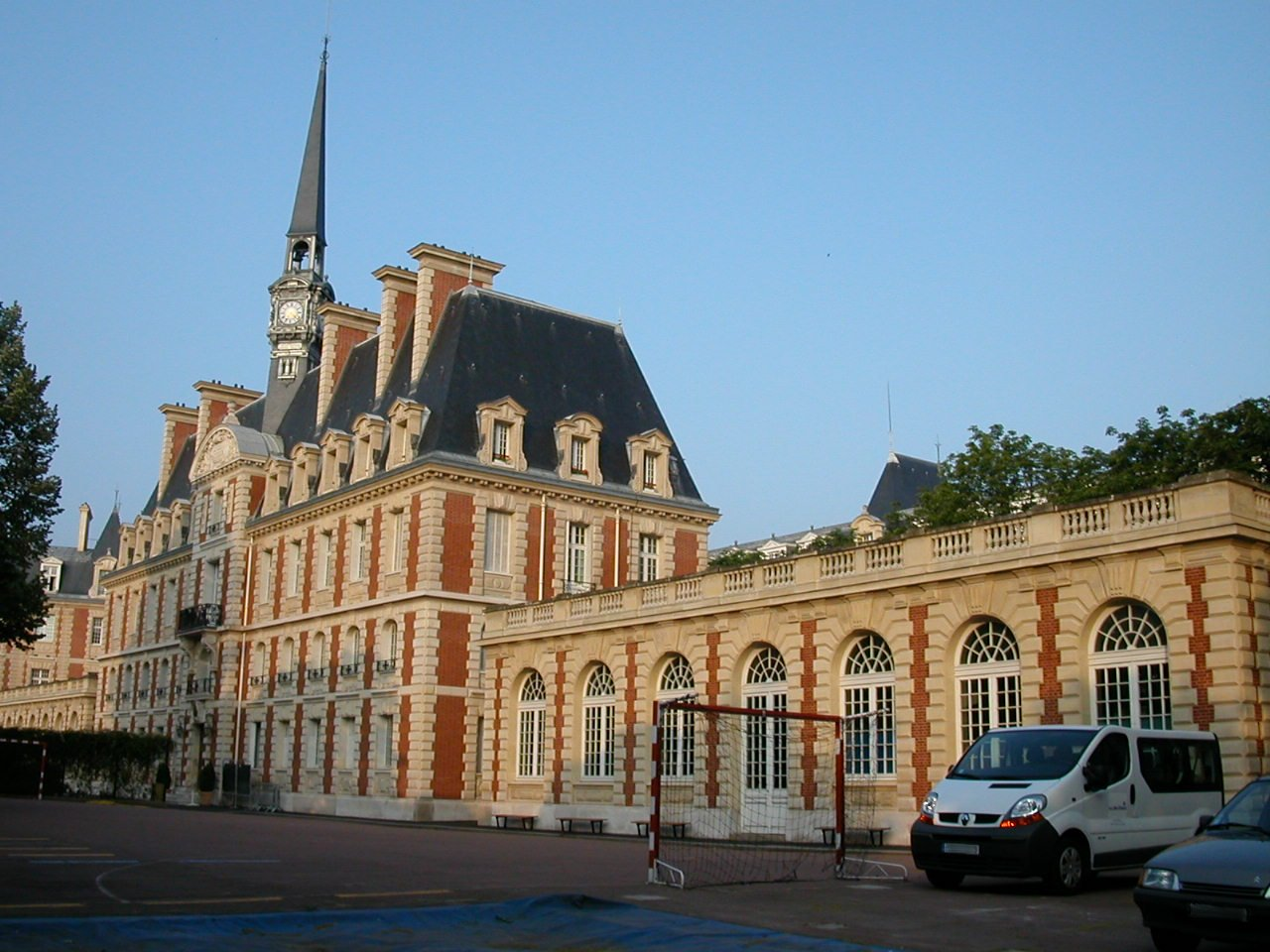
Lycée Pasteur de Neuilly-sur-Seine.
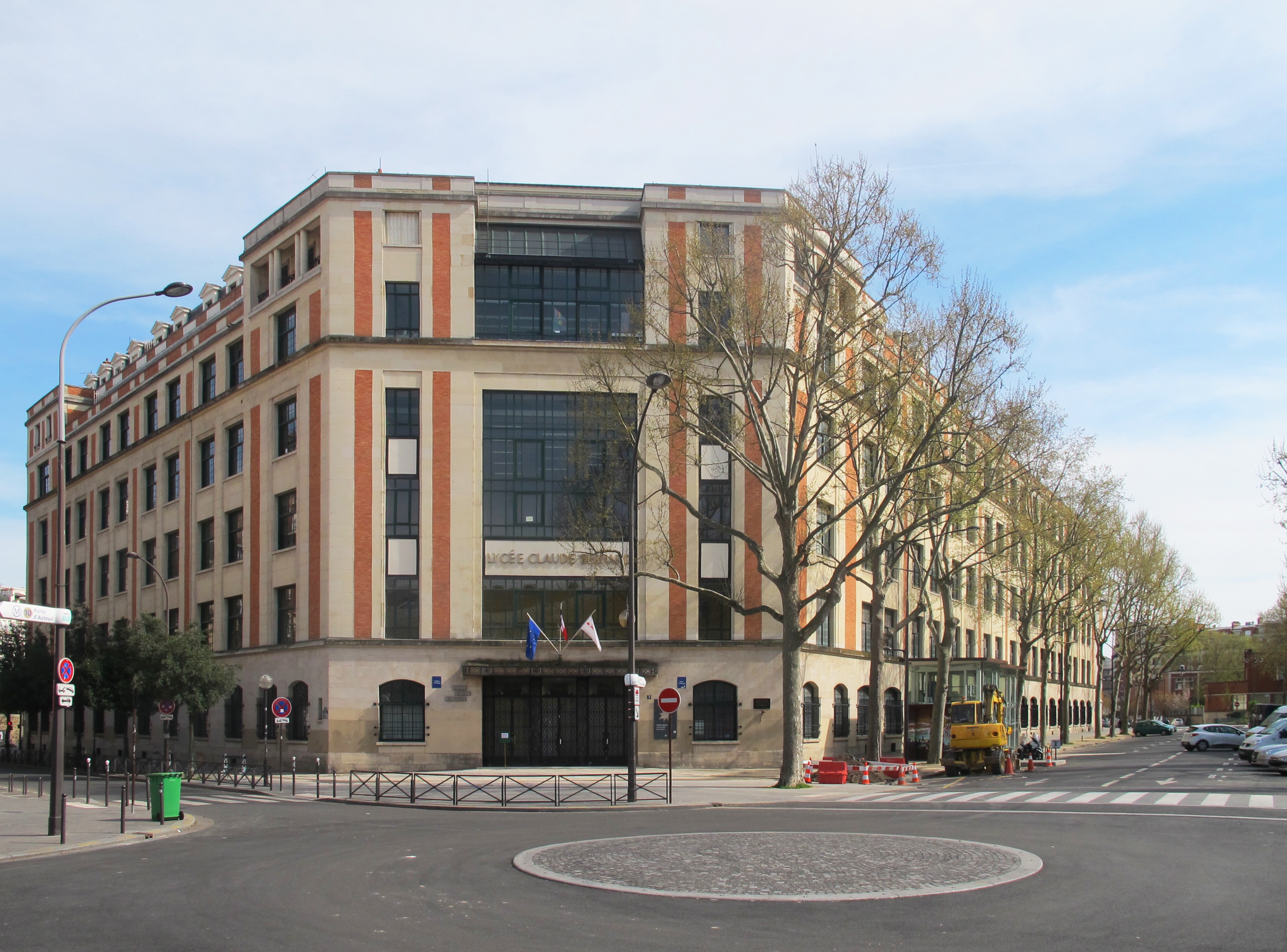
Lycée Claude-Bernard (Paris).
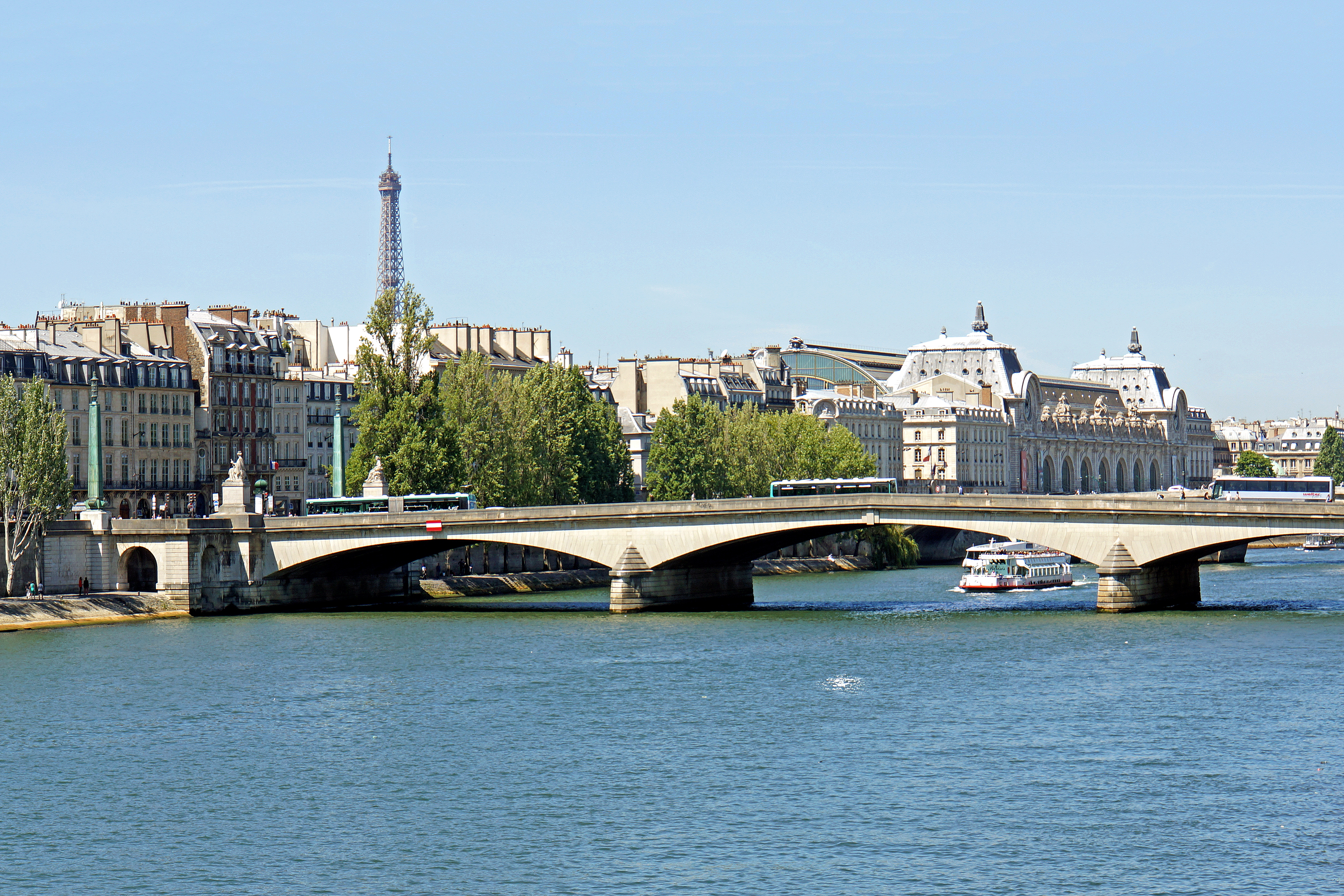
Pont du Carrousel (Paris).
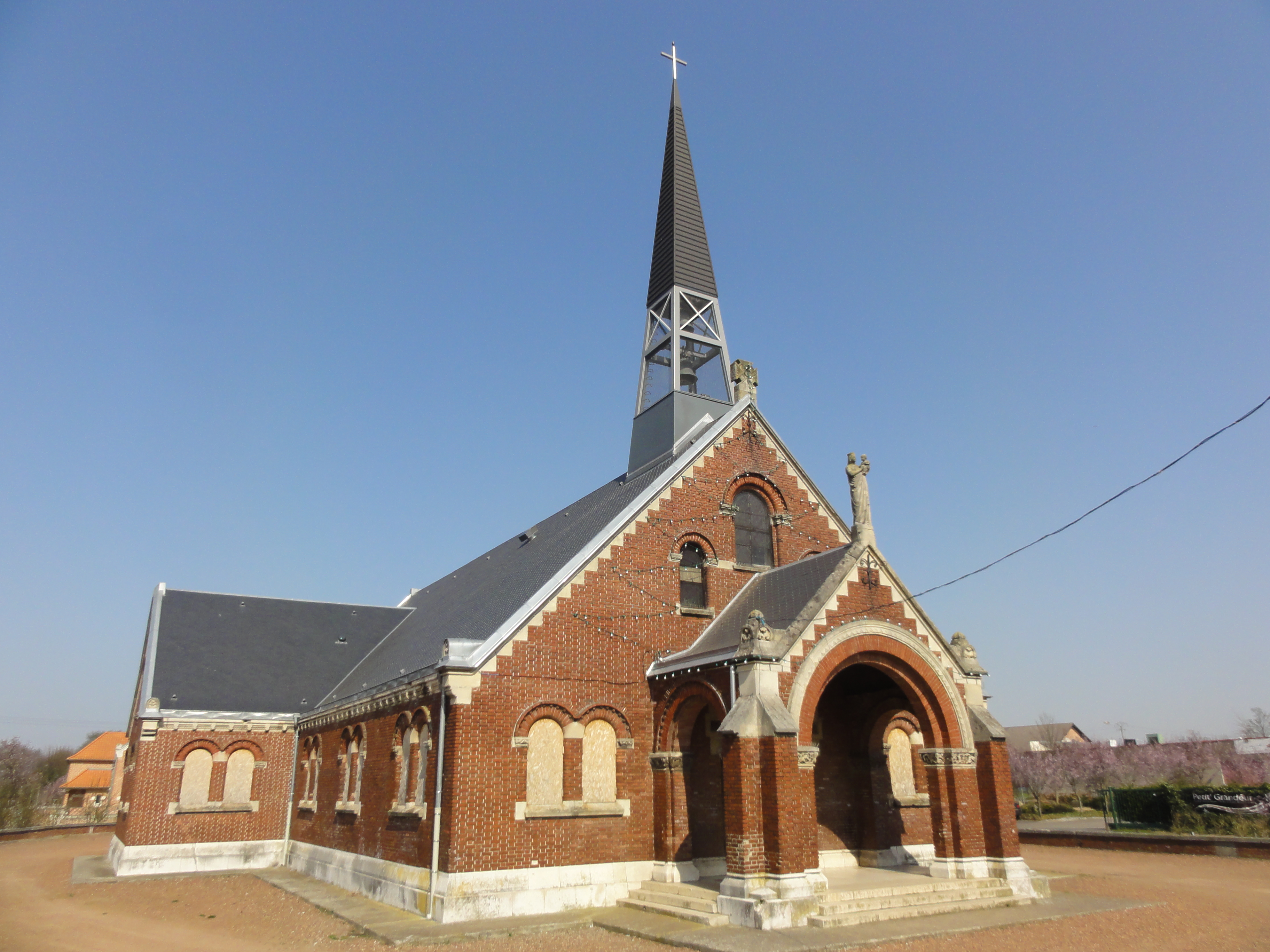
Église Saint-Louis de Grenay.

### Ouvrages d'art
- 1935-1939 : pont du Carrousel à  Paris.
- 1937 : Feu de Saint-Pol, Dunkerque[10].

### Monuments commémoratifs
- 1896 : plans du monument en mémoire de Charles Grad[11].
- 1911 : monument en l'honneur de Jean-Jacques Henner à Bernwiller (Haut-Rhin)[12]
- 1923 : monument aux morts, place Poincaré à Neuilly-sur-Seine, en collaboration avec le sculpteur Maxime Real del Sarte

### Monuments religieux
- 1925 : église Saint-Louis de la cité no 5, à Grenay (Pas-de-Calais)[13]
- 1937 : chapelle de l'hôpital Pasteur à Colmar.

## Elèves
- Gilbert Vorbe (1905-1910)[14]

### Biographie
- Bernard Grandadam, « Gustave Umbdenstock. Architecte, artiste, créateur. Essai de notice biographique », Annuaire de la Société d'histoire et d'archéologie de Colmar, 1994, no 40, p. 133-140
- Jean-Marie Schmitt, « Gustave Umbdenstock », in Nouveau dictionnaire de biographie alsacienne, vol. 37, p. 3950
- Roger Souchère, "Gustave Umbdenstock, un grand patron disparaît…", L'Architecture française, n° 2, déc. 1940, p. 49
- Paul Tournon, "Notice sur la vie et les œuvres de Gustave Umbdenstock (1866-1940)", Institut de France, Académie des Beaux-Arts, 5, 1940
- Triolet (Vincent). "Reconversion du patrimoine industriel: une bibliothèque sur le môle Seegmuller". Nancy: Ecole d'architecture de Nancy, 2003 (TPFE, dir. Michaël Halter).
- Estelle Thibault, "L'analogie visuelle comme procédé de la théorie. De Humbert de Superville à Umbdenstock", Cahiers thématiques, n° 5, sept. 2005
- Jean-Claude Vigato, Gustave Umbdenstock, professeur d'architecture (article avec portait caricaturé de Gustave Umbdenstock) Bulletin de la SABIX, 16/1996), Ecole Polytechnique, Paris